# Oxyopes badhyzicus
Oxyopes badhyzicus là một loài nhện trong họ Oxyopidae.
Loài này thuộc chi Oxyopes. Oxyopes badhyzicus được miêu tả năm 1986 bởi Mikhailov & Fet.